# 牟礼団地
牟礼団地（むれだんち）は、東京都三鷹市牟礼6丁目に立地する日本住宅公団の造成した公団住宅である。分譲住宅と賃貸住宅で構成されたが、老朽化のため、都市再生機構（UR）がプロデュースする「牟礼団地総合再生プロジェクト」の一環で建て替えられた。

## 概要
牟礼団地は公団により都内公団住宅第1号団地として1956年（昭和31年）に誕生した。立地はJR中央線吉祥寺駅または三鷹駅からバスで約10分。団地全体の総面積は約4.4 ha、総戸数は650戸。団地南側はURが所有・管理する賃貸住宅（18棟490戸）、北側は公団が分譲した住宅（6棟160戸）という構成で、建築基準法第86条の認定区域が賃貸住宅と分譲住宅一体となっていた。団地内には分譲住宅と賃貸住宅の共用施設として公園、集会所、給水施設等も設けられた。最初期の団地であるため、公団の標準設計は採用されず、公団住宅の象徴のひとつであるステンレス製の流し台は無く、人造石研出しの流し台を設置。また洋風の家具が市販されていないことからテーブルを備え付けるなど、ダイニングキッチンの構想自体もまだ試験的なものであった。

### 建替え
賃貸住宅については、居住水準の向上、敷地の高度利用を目的にURが従前の賃貸住宅を全て除却し、建替え事業を実施。2006年（平成18年）までに5棟271戸の新たな賃貸住宅が竣工を迎えている。またこれと並行して民間事業者に譲渡する目的に整備敷地（西街区0.9 ha、東街区0.3 ha）の整備も行われた。
築45年を迎えていた分譲住宅は、雨漏りや配管トラブルが多く、高齢化が進みエレベーターが無いことを不便に感じていたことから、建替えをしたいとの気運が区分所有者から生まれ、管理組合がなかったことから、2002年（平成14年）牟礼団地分譲住宅管理組合を設立。2006年（平成18年）に建替えのコーディネートをURに要請し、UR側からの提案に基づき、分譲住宅の隣接地であるURの整備敷地（西街区）を活用した仮移転せずに直接建替え後の住宅に入居できる建替えをすることで、移転に伴う区分所有者の負担を軽減させ、建物の区分所有等に関する法律（区分所有法）第70条の団地内の建物の一括建替え決議の後に、マンションの建替え等の円滑化に関する法律（マンション建替え等円滑化法）によらない等価交換（URへの全部譲渡方式）によって建替えを行うとの方針を定めた。
これに則り西街区には再建団地内建物として「オーベルグランディオ吉祥寺I」（8階建て・177戸）が建てられ、2014年（平成26年）1月に竣工した。同建物内における保有床については、URから大成有楽不動産に引き渡された。分譲住宅に居住していた買い換え者がオーベルグランディオ吉祥寺Iへ引っ越した後、残存していた分譲住宅は解体され、解体完了後、大成有楽不動産に保留敷地は引き渡され、2016年（平成28年）2月、「オーベルグランディオ吉祥寺II」（8階建て・284戸）が竣工した。このほか残りのURの整備敷地である東街区には、2015年（平成27年）2月、「シティハウス吉祥寺南パークフロント」が（7階建て・67戸）が完成している。

## 交通
- 最寄駅：JR中央線吉祥寺駅または三鷹駅。いずれの駅からもバスで約10分。